# Freeport (Illinois)
Pour les articles homonymes, voir Freeport.
La ville de Freeport est le siège du comté de Stephenson dans l'Illinois aux États-Unis. Sa population était de 25 638 habitants lors du recensement de 2010.

## Source
- (en) Cet article est partiellement ou en totalité issu de l’article de Wikipédia en anglais intitulé « Freeport, Illinois » (voir la liste des auteurs).